# Овуляторный синдром
Овуляторный синдром — комплекс симптомов во время выхода яйцеклетки из фолликула (овуляции), главным образом болезненные ощущения в области живота, подвздошных или гипогастральных областях.
Боль может быть длительной или краткосрочной, тянущей или колющей, но в большинстве случаев в нижних отделах живота, с той стороны, где произошла овуляция. При болях в правой стороне живота следует исключить возможность аппендицита.
Причины боли во время овуляции пока не установлены, однако предполагается, что боль обусловлена разрывом стенки фолликула, а также истечением крови в малый таз, которая является сильным раздражителем брюшины. У некоторых женщин этот процесс может быть довольно болезненным, например, при наличии спаек в малом тазу или при повышенной чувствительности к боли.
Другой характерный признак овуляторного синдрома — мажущие кровянистые выделения в течение 2-3 дней после овуляции. Это связано с тем, что созревший фолликул после разрыва перестает вырабатывать гормоны в достаточном количестве, а сформировавшееся на его месте жёлтое тело ещё не включилось в работу в полную силу. В результате падения уровня эстрадиола происходит небольшая отслойка эндометрия, проявляющаяся скудными кровянистыми выделениями.